# Morrisville (Nova York)
Morrisville és una població dels Estats Units a l'estat de Nova York. Segons el cens del 2000 tenia 2.148 habitants.

## Demografia
Segons el cens del 2000, Morrisville tenia 2.148 habitants, 362 habitatges, i 195 famílies. La densitat de població era de 721,2 habitants/km².
Dels 362 habitatges en un 27,1% hi vivien nens de menys de 18 anys, en un 41,7% hi vivien parelles casades, en un 10,8% dones solteres, i en un 45,9% no eren unitats familiars. En el 32% dels habitatges hi vivien persones soles el 10,5% de les quals corresponia a persones de 65 anys o més que vivien soles. El nombre mitjà de persones vivint en cada habitatge era de 2,29 i el nombre mitjà de persones que vivien en cada família era de 2,92.
Per edats la població es repartia de la següent manera: un 9% tenia menys de 18 anys, un 60,8% entre 18 i 24, un 11,4% entre 25 i 44, un 8,3% de 45 a 60 i un 10,6% 65 anys o més.
L'edat mediana era de 20 anys. Per cada 100 dones de 18 o més anys hi havia 107,3 homes.
La renda mediana per habitatge era de 34.375 $ i la renda mediana per família de 50.536 $. Els homes tenien una renda mediana de 29.028 $ mentre que les dones 24.643 $. La renda per capita de la població era de 8.983 $. Entorn del 9% de les famílies i el 19,7% de la població estaven per davall del llindar de pobresa.